# Ángel Cordero Jr.
Ángel Tomás Cordero Jr., född 8 november 1942, är en puertoricansk före detta jockey. Han är en av de främsta jockeyerna genom tiderna och den första puertoricanen att väljas in i US Racing Hall of Fame. Han vann jockeychampionatet på Saratoga Race Course under totalt tretton år. Cordero red tre segrare av Kentucky Derby och vann under sin karriär över 6 000 lopp.

## Tidiga år
Cordero föddes i Santurce, Puerto Rico, och växte upp i en miljö bland fullblodshästar. Ángel Cordero Sr., var även han jockey och även tränare. Hans farfar och farbröder var också ryttare och hästtränare. Det var därför helt naturligt att Ángel följde i deras fotspår och började tävla, vilket han gjorde i ung ålder. Hans hemstad i Amerika är Long Island, New York.

## Triple Crown-löp
Cordero var den första puertoricanska jockeyn att segra i alla tre Triple Crown-löp, Kentucky Derby, Preakness Stakes och Belmont Stakes, dock inte under samma år.
1974, då han var 31, vann Cordero Kentucky Derby tillsammans med Cannonade. Han vann Kentucky Derby ytterligare två gånger, vilket gjorde honom till en av endast åtta jockeys som vunnit loppet tre eller fler gånger. 1976 vann han tillsammans med Bold Forbes och 1985 med Spend A Buck. 1976 vann Cordero även Belmont Stakes med Bold Forbes, och han vann Preakness Stakes två gånger, en gång 1980 med Codex, och andra gången 1984, ombord på Gate Dancer.
Bland hans andra prestationer vann Cordero fyra Breeders' Cup-löp och var jockeychampion på Saratoga Race Course i tretton år. 1987 blev Cordero den fjärde jockeyn som nått milstolpen 6 000 segrar.
1992 var Cordero tvungen att avsluta sin jockeykarriär efter ett fall som nästan kostade honom livet. Hans mjälte togs bort på grund av olyckan som inträffade på Aqueduct Racetrack. Mot sin familjs och vänners vädjan, gjorde Cordero comeback 1995 för att rida Breeders' Cup.